# Toán học vật lý
Môn học toán học vật lý liên quan đến toán học có liên quan đến động lực vật lý và khác với vật lý toán học. Tạp chí toán học vật lý  là một tạp chí quan trọng trong lĩnh vực này.
Nhà lý thuyết dây Greg Moore đã nói điều này về toán học vật lý trong bài nói chuyện về tầm nhìn của ông tại String 2014.
"Bản thân tôi và những người khác sử dụng thuật ngữ Toán học Vật lý đối nghịch với thuật ngữ "Vật lý Toán học" truyền thống hơn không phải là để làm mất đi chủ đề đáng kính của Vật lý toán học mà là để phân định một trường con nhỏ hơn đặc trưng bởi các câu hỏi và mục tiêu thường là được thúc đẩy, về mặt vật lý, bởi lực hấp dẫn lượng tử, lý thuyết dây và siêu đối xứng, (và gần đây là bởi khái niệm các pha tôpô trong vật lý vật chất ngưng tụ), và về mặt toán học, thường liên quan đến các đại số Lie vô hạn (và các nhóm), cấu trúc liên kết, hình học và thậm chí cả lý thuyết số giải tích, bên cạnh các mối quan hệ truyền thống hơn của vật lý với đại số, lý thuyết nhóm và phân tích".